# Gaunilon
Gaunilon (zm. 1083) – był benedyktynem z opactwa Marmoutier koło Tour, współczesnym Anzelmowi z Canterbury. Zasłynął z przedstawionej w dziele Liber pro insipiente (łac. Księga w obronie głupiego) krytyki anzelmowskiego dowodu ontologicznego na istnienie Boga. Tytuł tekstu nawiązuje do początkowego fragmentu Psalmu 14 (powtórzonego w Psalmie 53) :
Mówi głupi w swoim sercu: Nie ma Boga.
Św. Anzelm wielokrotnie cytuje ten fragment w swoim Proslogionie.
W obronie głupiego jest rozprawką liczącą kilka stron. Kończy ją krótka pochwała pracy Anzelma, w której Gaunilon zgadza się z tezami Proslogionu, stwierdzając jedynie, że niektóre z nich wymagają lepszego uzasadnienia. Jest to jedyny znany tekst Gaunilona.